# Sharon Horgan
Sharon Lorencia Horgan (Londra, 13 luglio 1970) è un'attrice, scrittrice e produttrice cinematografica irlandese.
Tra i lavori per i quali si è imposta al grande pubblico figurano Pulling (2006-09) e Catastrophe (2015-), serie di entrambe le quali è protagonista e co-sceneggiatrice.
Per HBO ha scritto Divorce (2016-19).
Horgan ha vinto il British Comedy Award nel 2008 come miglior attrice televisiva per Pulling, mentre l'episodio finale della durata di un'ora del 2009 ha vinto il British Comedy Award come miglior commedia drammatica. Candidata al BAFTA TV Award per sette volte, ha vinto il BAFTA TV Award 2016 come miglior sceneggiatrice di commedia per Catastrophe (con Rob Delaney) ed è stata candidata per il Primetime Emmy Award 2016 come miglior sceneggiatura per una comedy series. Horgan ha inoltre vinto sei Irish Film and Television Awards sia in recitazione che in scrittura per il suo lavoro su Catastrophe.
Horgan è apparso nei film Valiant - Piccioni da combattimento (2005), Imagine Me & You (2005), Man Up (2015) e Game Night - Indovina chi muore stasera? (2018).

## Biografia
Horgan è nata a Hackney, Londra, Inghilterra. Sua madre, Ursula (nata Campbell), è irlandese, della contea di Kildare, i cui genitori prima di lei provenivano da Midfield vicino alle città di Kilkelly, Kiltimagh e Swinford nella contea di Mayo. Suo padre, John Horgan, viene dalla Nuova Zelanda, e gestisce un pub. Quando aveva quattro anni, i genitori di Horgan trasferirono la famiglia a Bellewstown, nella contea di Meath, in Irlanda, per gestire un allevamento di tacchini.
Prima dei cinque fratelli, nelle interviste Horgan ha descritto la sua infanzia come felice. Ha anche parlato con affetto del fatto di crescere nella fattoria. Horgan ha poi utilizzato le sue esperienze d'infanzia per il cortometraggio semi-autobiografico The Week Before Christmas per Sky Arts 1. Horgan è andata alla scuola del convento del Sacro Cuore di Drogheda, che ha descritto in un'intervista a The Observer nel dicembre 2012 come un'esperienza infelice. "Non mi è piaciuto affatto", ha detto.

## Carriera

### Inizio carriera
Nei suoi primi venti anni, Horgan tornò a Londra e frequentò vari corsi di recitazione. Come una giovane attrice che lottava per sbarcare il lunario, prese una serie di lavori saltuari, compreso il lavoro nei call center e cameriera. Per quasi due anni si è guadagnata da vivere vendendo bong in un head shop a Camden, a Londra. All'età di 27 anni, Horgan ha iniziato una laurea in inglese e studi americani presso la Brunel University nella zona ovest di Londra, laureandosi nel 2000. In quel periodo, Horgan ha incontrato lo scrittore britannico Dennis Kelly, mentre entrambi lavoravano nel teatro giovanile, e hanno iniziato a scrivere insieme, producendo materiale che poi avevano inviato alla BBC, per il quale hanno vinto il BBC New Comedy Award nel 2001 per Sketch Writing and Performance.

### Recitazione
Horgan è apparsa sul palco, in televisione e sullo schermo. Le sue prime apparizioni accreditate in televisione sono state in The State We're In (2002) e Monkey Dust (2003), due sketch show basati su notizie e attualità. Ha anche contribuito con materiale a Monkey Dust. Il suo primo ruolo recitato in televisione è stato come Theresa O'Leary in Absolute power (2003), una commedia ambientata nel mondo delle relazioni pubbliche e interpretata da Stephen Fry. Nel 2005, ha debuttato sul grande schermo con Beth in Imagine Me & You, una commedia romantica britannico-americana diretta da Ol Parker.
Horgan ha fatto un cameo in Extras della BBC prima di apparire come guest booker in due serie di Rob Brydon's Annually Retentive, sempre sulla BBC, una commedia spericolata ambientata dietro le quinte di un chat show presentato da Rob Brydon. Ha vinto un British Comedy Award nel 2007 come Best Female Newcomer per la sua performance.
Nel 2010, Horgan è apparsa in The Increasingly Poor Decisions of Todd Margaret. La commedia USA/Regno Unito è stata scritta da David Cross, che è anche apparso come il titolo anti-eroe, un incompetente americano che prende un posto di guida nel team di vendita di Londra per una bevanda energetica. Horgan ha interpretato Alice Bell, la proprietaria del bar per la quale ha preso una cotta. Dopo una pausa di tre anni dopo la seconda serie, IFC ha annunciato che una terza serie sarà trasmessa alla fine del 2015.
Nel settembre 2011, Horgan è apparsa nella prima mondiale di Terrible Advice di Saul Rubinek alla Menier Chocolate Factory di Londra. Il film è ambientato a Los Angeles e ha interpretato Delila, metà delle due coppie in lotta.
Nel giugno 2012, Horgan faceva parte del cast insieme per l'episodio pilota di Psychobitches, mostrato come parte della sezione Playhouse Presents di Sky Arts 1. Nello spettacolo di sketch, donne famose della storia sono psicoanalizzate dal terapeuta Rebecca Front; Horgan ha interpretato il romanziere Jane Austen nel pilota e in seguito personaggi come Eva Peron, Cleopatra, Boudicca e Carmen Miranda. Seguirono due serie di Psychobitches; la prima è stata mostrata a maggio 2013 e la seconda a novembre 2014. Horgan ha interpretato un ruolo secondario nel film comico del 2018, Game Night - Indovina chi muore stasera?, Sarah, una nuova arrivata nel gruppo di amici involontariamente legato al gioco.
Inoltre, Horgan ha espresso i personaggi nel film Valiant (2005), CBBC's Big Babies (2010) e nel cortometraggio Miss Remarkable & Her Career (2010). Ha fatto apparizioni in serie come Moone Boy (2015), Crackanory e in panel tra cui So Wrong It's Right e We Need Answers. Nel maggio 2015, è apparsa come Elaine in Man Up, una commedia romantica scritta da Tess Morris, con protagonista Simon Pegg e diretta da Ben Palmer. Nel 2017, Horgan ha fornito le voci di Minerva Mertens (la madre perduta del protagonista, Finn the Human) nella serie animata Cartoon Network Adventure Time, Courtney Portnoy nella serie animata BoJack Horseman e la regina Dagmar nel serie animata Disincanto.

### Scrittura
La svolta nella carriera di Horgan è stata Pulling, che ha co-sceneggiato con Dennis Kelly e interpretato. Ha interpretato Donna, irresponsabile manager del marketing che ha rinunciato al suo matrimonio all'ultimo minuto e una delle tre donne che condividono un appartamento a Penge, nel sud di Londra. È stato notato per il suo ampio umorismo sul sesso e il consumo di alcol. Pulling è stato mostrato per la prima volta su BBC Three nel 2006, poi ripetuto su BBC Two nel 2008. La serie di sei episodi è diventata un "successo dormiente", che ha guadagnato lo status di icona con i fan ed è stata lodata dalla critica. Una seconda serie di sei episodi è stata trasmessa da marzo ad aprile 2008 su BBC Three.
Nonostante i buoni voti e gli applausi dei critici, Pulling è stato cancellato dopo due stagioni, sebbene un episodio finale di un'ora sia stato trasmesso nel maggio 2009. Nel 2007, lo spettacolo è stato candidato per un British Academy Television Awards e Horgan è stata candidata per un British Comedy Awards. Nel 2008 ha vinto un British Comedy Award per Pulling. Nel 2009, è stata candidata per un British Academy Television Award e lo spettacolo ha vinto un British Comedy Award.
Nel 2007, Horgan ha scritto Angelo's diretto da Chloe Thomas. Horgan ha recitato nel ruolo di Karen, un agente di polizia. La sitcom era ambientata in un bar vicino a Trafalgar Square a Londra. È andato in onda per una stagione su Channel 5.
Nel giugno 2012, Horgan ha recitato in Dead Boss, una sitcom ambientata in una prigione, che ha scritto con il comico Holly Walsh. In essa interpretava Helen, una donna imprigionata ingiustamente per aver ucciso il suo capo e interpretato da Jennifer Saunders. È stato ben accolto dalla critica ed è andato in onda per una serie in sei parti su BBC Three a giugno-luglio 2012. Nel 2013, Horgan ha recitato e co-scritto Bad Management con Holly Walsh, il loro secondo progetto insieme, e Horgan è stata l'egocentrico ed esigente capo di un negozio esclusivo a Los Angeles. ABC ha commissionato l'episodio pilota, che non è stato trasmesso. Ma è stato rilasciato online nel dicembre 2013.
Nel gennaio 2015, ha co-interpretato e co-sceneggiato la sitcom Catastrophe con il fumettista americano Rob Delaney. I due si sono incontrati per la prima volta su Twitter, e poiché si sono fatti ridere a vicenda hanno deciso di lavorare insieme. Entrambi hanno detto che Catastrophe era ampiamente basato sulle loro esperienze personali. In essa ha interpretato Sharon, un'irlandese che vive a Londra e che rimane incinta di Rob, un americano che ha incontrato mentre era in viaggio d'affari a Londra. Carrie Fisher interpretava sua madre. Fu un successo critico immediato e dopo la messa in onda del secondo episodio della stagione in sei parti, Channel 4 annunciò che aveva commissionato una seconda stagione. Horgan è stata candidata a un BAFTA per la miglior interpretazione femminile per il suo ruolo. Nel 2016, Channel 4, ordinò una terza e quarta stagione.
Horgan ha scritto Divorce, una commedia statunitense con protagonista Sarah Jessica Parker, che interpreta una donna di New York che sta attraversando un lungo divorzio. Nell'aprile 2015, HBO ha annunciato di aver accolto la serie dopo l'episodio pilota, e lo spettacolo è il primo importante impegno di Parker da Sex and the City. È anche produttore esecutivo.

### Regia
Nel dicembre 2012, Horgan ha esordito alla regia con il film semi-autobiografico The Week Before Christmas, trasmesso nell'ambito della serie di cortometraggi Little Crackers su Sky. È stato girato in una fattoria di tacchini in Irlanda, e in essa interpretava sua madre, mentre suo padre era interpretato dall'attore Conleth Hill. Nel settembre 2013 è stato annunciato che Horgan era legata al film Meet Me in Ten Years, una commedia futuristica scritta da Frances Poletti.

### Presentatrice
Nel febbraio 2005, Horgan ha co-presentato la prima serie del The Friday Night Project (in seguito The Sunday Night Project), uno spettacolo di varietà su Channel 4. I co-presentatori della serie di otto settimane erano Jimmy Carr, Rob Rouse, e Lucy Montgomery. Il 3 giugno 2011, Horgan è stata ospite di Have I Got News for You sulla BBC. Una barzelletta sulla Mecca e gli attentatori suicidi portarono alcune lamentele da parte dei musulmani; Horgan ha difeso lo spettacolo come "satira politica", ma si è scusata per qualsiasi offesa provocata.
Horgan ha presentato una serie di documentari per Channel 4. Nel gennaio 2012, in Come essere una buona madre, ha parlato con diverse famiglie del loro approccio all'educazione dei figli. Nel gennaio 2013 in Segreti di un buon matrimonio ha scoperto come varie coppie fanno funzionare le loro relazioni; e in Sull'orlo di una crisi di mezza età, parlò a sei donne che avevano affrontato l'esperienza.
Horgan è apparsa nello show della BBC, alla radio, Chain Reaction a marzo e aprile 2015. Una settimana è stata intervistata da Olivia Colman e la settimana successiva ha intervistato Dennis Kelly.

### Merman (casa di produzione)
Nel 2014, Horgan ha fondato Merman, una società di produzione indipendente, con Celia Mountford, che ha prodotto Appunti di un giovane medico, Mr. Sloane e Cockroaches. Horgan è la direttrice creativa di Merman e la Mountford è la managing director. Le due donne si sono incontrate mentre lavoravano a The Week Before Christmas. Anche il marito di Horgan, Jeremy Rainbird, lavora per la compagnia. Merman è co-produttore di Divorce, una commedia americana con protagonista Sarah Jessica Parker, che interpreta una donna di New York che sta attraversando un lungo divorzio. Nell'aprile 2015, la HBO ha annunciato di aver accolto la serie dopo l'episodio pilota. Horgan ha anche scritto la serie. Le riprese iniziano a New York alla fine del 2015. Sta sviluppando le versioni statunitensi di Pulling and Dead Boss per Merman.
Nell'ottobre 2014, l'IFC ha annunciato che Merman sta producendo la terza serie di The Increasingly Poor Decisions of Todd Margaret, che andrà in onda alla fine del 2015. Merman co-produce anche Catastrophe.

## Filmografia parziale

### Attrice

#### Cinema
- Imagine Me & You, regia di Ol Parker (2005)
- Death of a Superhero, regia di Ian Fitzgibbon (2011)
- Run & Jump, regia di Steph Green (2013)
- Un amore per caso (Man Up), regia di Ben Palmer (2015)
- Game Night - Indovina chi muore stasera? (Game Night), regia di John Francis Daley e Jonathan Goldstein (2018)
- La sfida delle mogli (Military Wives), regia di Peter Cattaneo (2019)
- La leggendaria Dolly Wilde (How to Build a Girl), regia di Coky Giedroyc (2019)
- Dating Amber, regia di David Freyne (2020)
- Tutti parlano di Jamie (Everybody's Talking About Jamie), regia di Jonathan Butterell (2021)
- Il talento di Mr. C (The Unbearable Weight of Massive Talent), regia di Tom Gormican (2022)

#### Televisione
- Pulling – serie TV, 13 episodi (2006-2009)
- Rob Brydon's Annually Retentive – serie TV, 12 episodi (2006-2007)
- Angelo's – serie TV, 6 episodi (2007)
- Free Agents – serie TV, 6 episodi (2009)
- The Increasingly Poor Decisions of Todd Margaret – serie TV, 20 episodi (2009-2016)
- Un mondo in miniatura (The Borrowers), regia di Tom Harper – film TV (2011)
- Dead Boss – serie TV, 6 episodi (2012)
- Catastrophe – serie TV, 24 episodi (2015-2019)
- This Way Up – serie TV, 12 episodi (2019-in corso)
- Together, regia di Stephen Daldry – film TV (2021)
- Bad Sisters – serie TV, 18 episodi (2022-2024)
- Mr. & Mrs. Smith – serie TV, episodi 1x03 (2024)

### Doppiatrice
- Valiant - Piccioni da combattimento (Valiant), regia di Gary Chapman (2005)
- Adventure Time – serie animata, 4 episodi (2017)
- BoJack Horseman – serie animata, 4 episodi (2017)
- Disincanto (Disenchantment) – serie animata, 15 episodi (2018-in corso)
- HouseBroken – serie animata, 11 episodi (2021-in corso)
- Mary e lo spirito di mezzanotte (A Grayhound of a Girl) – Enzo D'Alò (2023)

## Doppiatrici italiane
Nelle versioni in italiano delle opere in cui ha recitato, Sharon Horgan è stata doppiata da:
- Claudia Catani in Game Night - Indovina chi muore stasera?, Bad Sisters, Mr. & Mrs. Smith
- Sabrina Duranti in Il talento di Mr. C
- Roberta Pellini in Tutti parlando di Jamie
- Laura Romano in La sfida delle mogli

Come doppiatrice, è stata sostituita da:
- Francesca Draghetti in Valiant - Piccioni da combattimento
- Roberta Pellini in Disincanto
- Monica Volpe in BoJack Horseman

## Riconoscimenti
- 2001 — BBC New Comedy Award for Sketch Writing and Performance (vinto)
- 2007 — British Academy Television Award for Best Scripted Comedy — Pulling (nomination)
- 2007 — British Comedy Award for Best Female Newcomer — Rob Brydon's Annually Retentive/Pulling (nomination)
- 2008 — British Comedy Award for Best TV Comedy Actress — Pulling (vinto)
- 2009 — British Comedy Award for Best TV Comedy Drama — Pulling: Special (vinto)
- 2009 — British Academy Television Award for Best Comedy Performance — Pulling (nomination)
- 2013 — International 3D Award for International Jury Prize — The Week Before Christmas (vinto)
- 2015 — TV Choice Award for Best Comedy — Catastrophe (nomination)
- 2015 — Edinburgh Television Award for Best New Programme — Catastrophe (nomination)
- 2016 — British Academy Television Craft Awards| for Best Writer: Comedy — Catastrophe — (vinto)
- 2016 — British Academy Television Award for Best Female Comedy Performance — "Catastrophe" (nomination)
- 2018 — BAFTA TV Award for Best Female Comedy Performance — "Catastrophe" (nomination)
- 2018 — British Academy Television Award for Best Scripted Comedy — "Catastrophe" (nomination)
- 2018 — BAFTA TV Craft Award for Best Writer: Comedy — "Catastrophe" (nomination)

## Vita privata
Horgan è sposata dal 2005 con l'uomo d'affari Jeremy Rainbird; la coppia vive a Londra e ha due figlie.
Suo fratello minore Shane Horgan è un ex giocatore professionista di rugby a 15, internazionale per l'Irlanda e a lungo tre quarti centro del Leinster.
L'altro fratello minore, Mark Horgan, è un produttore di Second Captains, una società di produzione multimediale..
È anche cugina di secondo grado del fantino Leighton Aspell e di suo fratello Paddy.